# Agnosine
Agnosine (lombardul: Gnùzen vagy Gnùzegn) település Olaszországban, Lombardia régióban, Brescia megyében. Lakosainak száma 1652 fő (2023. január 1.). Agnosine Caino, Lumezzane, Odolo, Vallio Terme, Bione és Preseglie községekkel határos.

## Népesség
A település népessége az elmúlt években az alábbi módon változott:
| Lakosok száma | 1752 | 1713 | 1652 |
|               | 2017 | 2018 | 2023 |